# Jean Panisse
Jean Panisse (Marseille, 1928. március 17. – Marseille, 2021. január 1.) francia színész.

## Fontosabb filmjei
- Fájdalom nélkül (Le cas du Docteur Laurent) (1957)
- Egy angyal a Földön (Ein Engel auf Erden) (1959)
- A Saint Tropez-i csendőr (Le gendarme de Saint-Tropez) (1964)
- Belle és Sébastien (Belle et Sébastien) (1968, tv-sorozat, egy epizódban)
- Az O Ügynökség aktái (Les dossiers de l’agence O) (1968, tv-sorozat, egy epizódban)
- Modern Monte Cristo (Sous le signe de Monte-Cristo) (1968)
- Borsalino (1970)
- Fennakadva a fán (Sur un arbre perché) (1971)
- A rend gyilkosai (Les assassins de l’ordre) (1971)
- Rablás női módra (Trop jolies pour être honnêtes) (1972)
- Amerikai éjszaka (La nuit américaine) (1973)
- Fogat fogért (Les grands moyens) (1976)
- Pucéran és szabadon (Charles et Lucie) (1979)
- Kellemes húsvéti ünnepeket! (Joyeuses Pâques) (1984)